# Устиновка (остановочный пункт, Московская железная дорога)
Усти́новка — остановочный пункт Рижского направления Московской железной дороги в городском округе Истра Московской области. Находится на окраине западной части села Новопетровское.
Относится к 10 тарифной зоне, находится в 88 км от Рижского вокзала.
Станция Устиновка была построена на окраине села Новопетровского в период НЭПа в середине 20-х гг. XX века. Построенное тогда же здание вокзала было разрушено во время Великой Отечественной войны в 1941 году. На его месте к концу войны было построено новое, в котором находилась и диспетчерская станции (существующий и поныне дом МПС). В 1959 году в связи с открытием движения электричек по электрифицированному пути от Новоиерусалимской до Волоколамска была построена высокая платформа. В тот период железная дорога была однопутной, на территории самой станции было три пути (два основных и один тупиковый). В 1980 году был проложен второй главный путь от Румянцево до Волоколамска, на территории станции третий путь был ликвидирован, станция Устиновка была преобразована в платформу, был ликвидирован зал ожидания вокзала и диспетчерская, вместо обветшавшей старой платформы была построена новая удлинённая в сторону Москвы. Продолжавшая работать в бывшем здании вокзала билетная касса в 90-е годы была выведена в отдельный, находящийся рядом кассовый павильон, закрытый в 2005—2006 годах из-за низкого пассажиропотока (теперь ходят разъездные кассиры-контролеры).
Платформа островная, изогнутая, турникетами не оборудована, имеет два выхода. Интервал движения поездов — 1—1,5 часа.
В 5 минутах ходьбы по улице Железнодорожной есть магазин и мини-маркет, находящиеся у Московского большого кольца (А-108) на улице Первомайской, там же есть автобусная остановка, где останавливаются автобусы № 50 «Руза — Румянцево», № 36 «Руза — Новопетровское» и № 37 «Руза — Новопетровское».